# Bernard Depoorter
Pour les articles homonymes, voir Depoorter.
 (octobre 2017).
Bernard Depoorter, né à Wavre, le 23 novembre 1981, est un couturier, styliste et parurier floral belge. Reconnu pour son engagement envers la préservation des métiers d'art, il a fondé la Manufacture Bernard Depoorter, dédiée à la création de fleurs en tissu artisanales.

## Biographie

### Débuts et formation
Dès son plus jeune âge, Bernard Depoorter manifeste un intérêt pour la couture, inspiré par les tenues de sa grand-mère et les enseignements de ses grands-pères, l'un architecte, l'autre passionné d'art. Autodidacte, il se forme auprès de divers couturiers avant de collaborer, entre 2001 et 2004, avec des entreprises telles que :
- Christian Dior
- Stéphane Rolland
- Jean-Louis Scherrer (il comprend l’organisation d’une cabine, le choix du mannequin et la scénographie)
- Franck Sorbier (il découvre la technicité dans le textile)
- Dominique Sirop (l’ouverture à tous les réseaux des métiers d’art)
- Atelier Safrane Cortambert (les broderies)
- Stella Cadente, et Ted Lapidus.

Ces expériences lui permettent d'acquérir une expertise variée, de la technicité textile à la broderie, en passant par l'organisation de défilés et la scénographie.

### Naissance de sa maison de Couture
En 2003, à l'âge de 22 ans, Bernard Depoorter crée sa propre marque. L'année suivante, il présente sa première collection, "Tolède", lors d'un  premier défilé à Paris. Entre 2003 et 2016, il organise des défilés dans plusieurs châteaux belges, mettant en valeur le patrimoine national[source secondaire souhaitée].
En 2010, son défilé à l'Hôtel de Ville de Bruxelles marque une première pour un styliste[pourquoi ?].
En 2011, il reçoit le Prix de l’Orchidée de la Province du Brabant Wallon, qui met à l’honneur chaque année des citoyens qui se sont illustrés dans divers domaines d’activités, soit durant l’année en cours, soit tout au long de leur vie professionnelle ou associative.
En 2017, il présente sa collection à la Résidence de l’Ambassadeur de Belgique à Paris, en présence de personnalités telles que sa marraine Line Renaud, Armelle, Jeanne Mas, Gabrielle Lazure, Clara Morgane et de Maryvonne Pinault,.

## Personnalité
Bernard Depoorter a habillé des membres de la famille royale belge, : 
- La Reine Mathilde lors de visites royales à Tokyo en 2016[3] et en Inde en 2017[4]
- La Princesse Claire lors de la Fête Nationale Belge le 21 juillet 2010[5].

## Fondation de la Manufacture
En 2021, Bernard Depoorter acquiert un ensemble d'outils anciens provenant de onze maisons historiques de paruriers floraux, sauvant ainsi seize tonnes de matériel artisanal. Il fonde la Manufacture Bernard Depoorter à Wavre, installée dans une ancienne imprimerie du XIXᵉ siècle. Cette manufacture devient la première en Belgique dédiée à la création de fleurs en tissu, perpétuant un savoir-faire en voie de disparition[source secondaire nécessaire].